# 울진 망양정

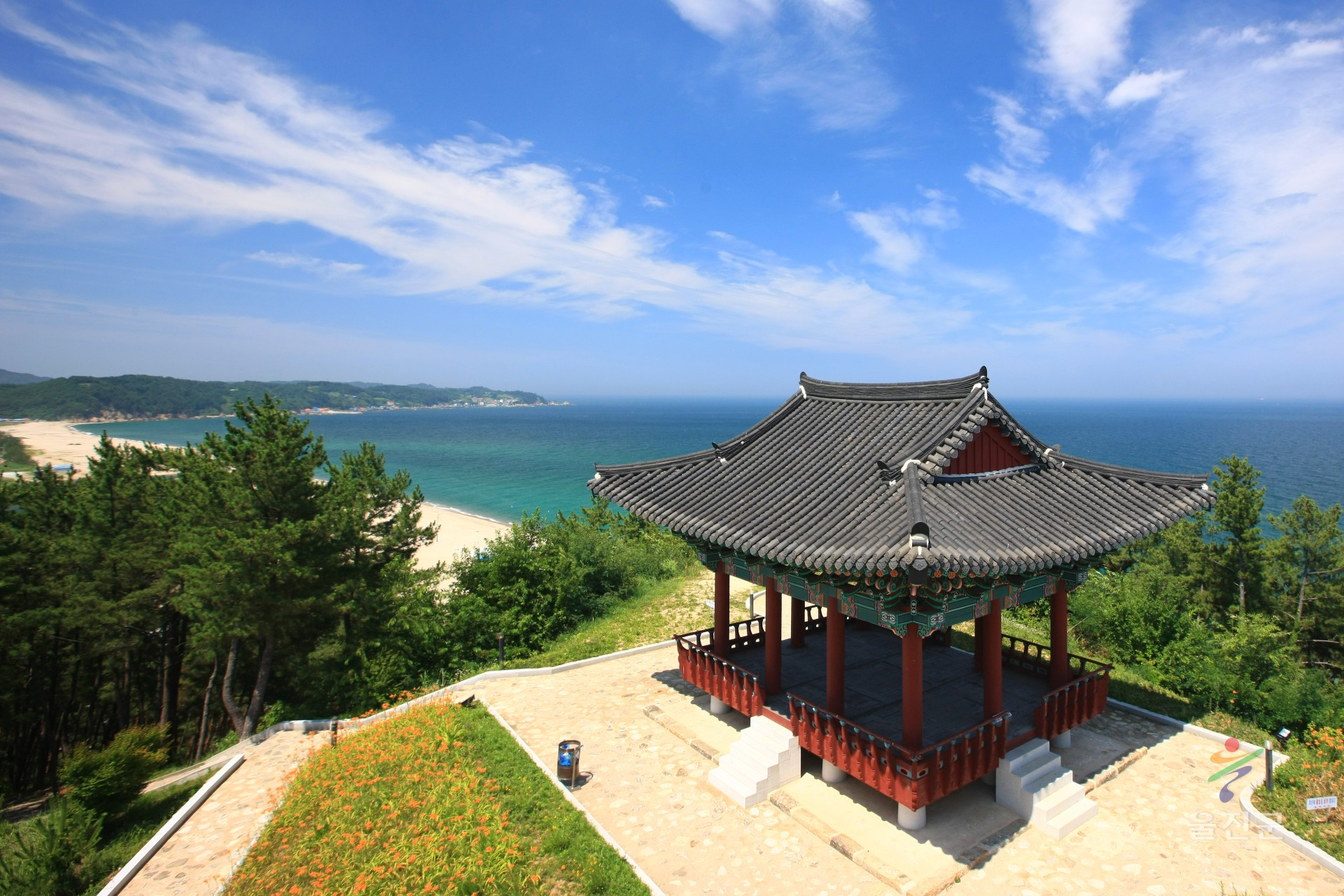
1860년(철종 11)에 울진현령 이희호(李熙虎)가 군승(郡承) 임학영(林鶴英)과 더불어 현 위치인 근남면 산포리 둔산동(屯山洞)으로 이건하였다 한다.

망양정(望洋亭)은 경상북도 울진군 근남면 산포리 해안가에 있는 정자로, 정면 3칸, 측면 2칸의 겹처마 팔작지붕 구조의 정자이다. 고려시대에 처음 세워졌으나 오랜 세월이 흘러 허물어졌으므로 조선시대인 1471년(성종 2) 평해군수 채신보가 현종산 남쪽 기슭으로 이전하였다.
관동팔경(關東八景)의 하나인 망양정(望洋亭)은 그 위치가 고려 때에는 기성면 망양리 해변언덕에 세워져 있었으나, 조선 세종 때 채신보가 이 곳의 망양정이 오래되고 낡았다하여 망양리 현종산 기슭으로 옮겼다 한다. 그 후 1517년 폭풍우로 넘어진 것을 1518년(중종 13)에 안렴사 윤희인이 평해군수 김세우에게 부탁하여 중수하였고, 1860년(철종 11)에 울진현령 이희호(李熙虎)가 군승(郡承) 임학영(林鶴英)과 더불어 현 위치인 근남면 산포리 둔산동(屯山洞)으로 이건하였다 한다.
그 후 오랜세월 풍우로 인해 낡은 것을 1957년 울진군, 울진교육청이 국·도비 보조금과 뜻있는 지역인사들의 도움으로 1959년 9월에 중건 낙성한 것을 1979년11월에 군에서 보수 정화한 바 있고, 1994년 9월에 사업비 9천1백20만원을 들여 재보수하였다.

## 역사
- 고려: 울진군 기성면 망양리 해변
- 조선 세종~ 철종: 울진군 울진군 원남면 현종산
- 1860년(철종 11)~ , 현 망양정: 경상북도 울진군 근남면 산포리 716-1

## 교통편
- 동해선 울진역

## 같이 보기
- 관동팔경